# Selena Gomez-diszkográfia
Selena Gomez amerikai énekesnő diszkográfiája két filmzenei albumból, három kislemezből, két promóciós kislemezből és öt videóklipből áll. 2008  és 2012 között az énekesnő a Selena Gomez & the Scene elnevezésű együttes énekesnője volt. Három albumot adtak ki: Kiss & Tell (2009), A Year Without Rain (2010) és When the Sun Goes Down (2011). A három kiadványból több mint kétmillió példány kelt el az USA-ban. Legsikeresebb kislemezeik közé a Naturally, Round & Round, A Year Without Rain, Who Says és Love You Like a Love Song sorolhatóak, melyek meghódították Új-Zéland, Kanada, Németország és az USA slágerlistáit is.
Szólókarrierje során került kiadásra két filmzenei dal: a Tell Me Something I Don’t Know és a Magic. Mindkettő top 6-os lett az Egyesült Államokban. 2012 januárjában Selena bejelentette, együttese szünetel színészi karrierje miatt. 2013 márciusában jelentette be, Come and Get It című dala lesz első szóló albumáról az első kislemez, mely április 9-én jelent meg végül.

## Albumok

### Stúdióalbumok
- Stars Dance (2013)
- Revival (2015)
- Rare (2020)

### Válogatásalbumok
- For You (2014)

### Filmzenealbumok
| Cím                                                         | Album adatai                                                                                      | Legjobb helyezések | Legjobb helyezések | Legjobb helyezések | Legjobb helyezések |
| Cím                                                         | Album adatai                                                                                      | US                 | US OST             | US Kids            | NOR                |
| ----------------------------------------------------------- | ------------------------------------------------------------------------------------------------- | ------------------ | ------------------ | ------------------ | ------------------ |
| Another Cinderella Story                                    | - Megjelent: 2008. augusztus 26. - Formátumok: CD, digitális letöltés - Kiadó: Razor & Tie        | 116                | 8                  | —                  | —                  |
| Wizards of Waverly Place                                    | - Megjelent: 2009. augusztus 4. - Formátumok: CD, digitális letöltés - Kiadó: Walt Disney Records | 24                 | 4                  | 2                  | 27                 |
| "—" nem szerepelt listán, vagy nem jelent meg az országban. |                                                                                                   |                    |                    |                    |                    |

## Kislemezek
| Cím                                                         | Év   | Legjobb helyezések | Legjobb helyezések | Legjobb helyezések | Legjobb helyezések | Legjobb helyezések | Legjobb helyezések | Legjobb helyezések | Legjobb helyezések | Legjobb helyezések | Legjobb helyezések | Legjobb helyezések | Legjobb helyezések | Album                    |
| Cím                                                         | Év   | US                 | AUS                | BEL                | CAN                | DEN                | FRA                | KOR                | NL                 | NOR                | NZ                 | SWI                | UK                 | Album                    |
| ----------------------------------------------------------- | ---- | ------------------ | ------------------ | ------------------ | ------------------ | ------------------ | ------------------ | ------------------ | ------------------ | ------------------ | ------------------ | ------------------ | ------------------ | ------------------------ |
| Tell Me Something I Don’t Know                              | 2008 | 58                 | —                  | —                  | —                  | —                  | —                  | —                  | —                  | —                  | —                  | —                  | —                  | Another Cinderella Story |
| Magic                                                       | 2009 | 61                 | —                  | —                  | 80                 | —                  | —                  | —                  | —                  | 5                  | —                  | —                  | 105                | Wizards of Waverly Place |
| Come & Get It                                               | 2013 | 6                  | 63                 | 52                 | 9                  | 34                 | 61                 | 35                 | 84                 | —                  | 17                 | 75                 | —                  | Stars Dance              |
| Slow Down                                                   | 2013 | 70                 | —                  | —                  | 51                 | —                  | 88                 | —                  | —                  | —                  | —                  | —                  | —                  | Stars Dance              |
| "—" nem szerepelt listán, vagy nem jelent meg az országban. |      |                    |                    |                    |                    |                    |                    |                    |                    |                    |                    |                    |                    |                          |

### Közreműködő eladóként
| Cím                                                         | Év   | Legjobb helyezések | Album |
| Cím                                                         | Év   | US                 | Album |
| ----------------------------------------------------------- | ---- | ------------------ | ----- |
| Whoa Oh! (Forever The Sickest Kids és Selena Gomez)         | 2009 | —                  | —     |
| "—" nem szerepelt listán, vagy nem jelent meg az országban. |      |                    |       |

### Promóciós kislemezek
| Cím                                                  | Év   | Legjobb helyezések | Album                       |
| Cím                                                  | Év   | US                 | Album                       |
| ---------------------------------------------------- | ---- | ------------------ | --------------------------- |
| Cruella De Vil                                       | 2008 | —                  | Disneymania 6               |
| Send It On (a Disney’s Friends for Change tagjaival) | 2009 | 20                 | Disney’s Friends for Change |
| Shake It Up                                          | 2011 | 109                | Shake It Up: Break It Down  |

## További slágerlistás dalok
| Cím                                                         | Év   | Legjobb helyezések | Album                   |
| Cím                                                         | Év   | US                 | Album                   |
| ----------------------------------------------------------- | ---- | ------------------ | ----------------------- |
| One and the Same (közreműködik Demi Lovato)                 | 2009 | 82                 | Disney Channel Playlist |
| "—" nem szerepelt listán, vagy nem jelent meg az országban. |      |                    |                         |

## További megjelenések
| Cím                             | Év   | Album                   |
| ------------------------------- | ---- | ----------------------- |
| Fly to Your Heart               | 2008 | Tinker Bell             |
| Everything Is Not What It Seems | 2009 | Disney Channel Playlist |
| Trust in Me                     | 2010 | Disneymania 7           |

## Videóklipek
| Cím                             | Év   | Rendező             |
| ------------------------------- | ---- | ------------------- |
| Cruella De Vil                  | 2008 | Ismeretlen          |
| Fly to Your Heart               | 2008 | Ismeretlen          |
| Tell Me Something I Don’t Know  | 2009 | Ismeretlen          |
| One and the Same                | 2009 | Allison Liddi-Brown |
| Send It On                      | 2009 | Ismeretlen          |
| Come & Get It                   | 2013 | Anthony Mandler     |
| Slow Down                       | 2013 | Philip Andelman     |
| The Heart Wants What It Wants   | 2014 | Dawn Shadforth      |
| Hold On (feat. Ben Kweller)     | 2014 | William H. Macy     |
| Good for You                    | 2015 | Sophie Muller       |
| Same Old Love                   | 2015 | Michael Haussman    |
| Hands to Myself                 | 2015 | Alek Keshishian     |
| I Want You to Know (feat. Zedd) | 2015 | Brent Bonacorso     |
| Kill Em with Kindness           | 2016 | Emil Nava           |
| Bad Liar                        | 2017 | Jesse Peretz        |
| Fetish                          | 2017 | -                   |